# Prêmio Arthur C. Cope
O Prêmio Arthur C. Cope (em inglês:  Arthur C. Cope Award) é um prêmio concedido por conquistas no campo de pesquisa da química orgânica. É geralmente considerado uma das mais elevadas honras da área. É financiado pelo fundo Arthur C. Cope, sendo concedido desde 1973 pela American Chemical Society.

## Laureados[1]
- 1973 Roald Hoffmann e Robert Burns Woodward
- 1974 Donald James Cram
- 1976 Elias James Corey
- 1978 Orville L. Chapman
- 1980 Gilbert Stork
- 1982 Frank Westheimer
- 1984 Albert Eschenmoser
- 1986 Duilio Arigoni
- 1987 Ronald Breslow
- 1988 Kenneth B. Wiberg
- 1989 William Summer Johnson
- 1990 Koji Nakanishi
- 1991 Gerhard L. Closs
- 1992 Barry Sharpless
- 1993 Peter Dervan
- 1994 John D. Roberts
- 1995 George M. Whitesides
- 1996 Robert G. Bergman
- 1997 Ryōji Noyori
- 1998 Samuel Danishefsky
- 1999 Ralph Hirschmann
- 2000 David A. Evans
- 2001 George Andrew Olah
- 2002 Robert Grubbs
- 2003 Larry E. Overman
- 2004 Barry Trost
- 2005 Kyriacos Costa Nicolaou
- 2006 Peter G. Schultz
- 2007 Jean Fréchet
- 2008 Fraser Stoddart
- 2009 Manfred Theodor Reetz
- 2010 Kendall Houk
- 2011 Nicholas Turro
- 2012 Chi-Huey Wong
- 2013 Stephen L. Buchwald
- 2014 Stuart Schreiber
- 2015 Paul Wender
- 2016 Eric Jacobsen
- 2017 Carolyn Bertozzi
- 2018 Steven Ley
- 2019 Dieter Seebach[2]
- 2020 Dennis A. Dougherty[3]